# Elizabeth Barrett Browning
Elizabeth Barrett Browning (ur. 6 marca 1806, zm. 29 czerwca 1861) – poetka angielska, jedna z najwybitniejszych kobiecych autorek epoki wiktoriańskiej.
Urodziła się w nieistniejącej już dziś posiadłości Coxhoe Hall w pobliżu Durham w Anglii. Jej matką była Mary Graham Clarke, pochodząca z bogatej rodziny z Newcastle, a ojcem Edward Barrett. Ochrzczona była w kościele Kelloe, gdzie wmurowana tablica opisuje ją jako „wielką poetkę, szlachetną kobietę, pełną poświęcenia żonę”. Elizabeth w wieku dojrzewania zapadła na chorobę płuc, prawdopodobnie gruźlicę, chociaż dokładna natura dolegliwości jest nieznana. Nadopiekuńczy rodzice zaczęli traktować ją jak inwalidkę. Jak na dziewczynę z ówczesnej epoki Elizabeth była świetnie wykształcona, miała bowiem pozwolenie by uczęszczać na lekcje z guwernerem jej brata. Pierwszy swój wiersz wydała anonimowo w wieku czternastu lat.
Rodzina przeprowadziła się do Londynu w 1837 – tam Elizabeth poznała angielskiego poetę Roberta Browninga, którego potajemnie poślubiła. Zamieszkali we Włoszech i mieli jednego syna Roberta Barretta Browninga, późniejszego artystę malarza. Zmarła we Florencji i jest tam pochowana na Cimitero degli Inglesi (Cmentarz Anglików).
Używała inicjału EBB także przed ślubem (Elizabeth Barrett Barrett).

## Utwory
- Sonety z portugalskiego (Sonnets from the Portuguese)
- Casa Guidi Windows (1851)
- Aurora Leigh (1855)
- Poems Before Congress (1860)

Najbardziej znanym dziełem Elizabeth Barrett Browning jest zbiór wierszy miłosnych Sonety z portugalskiego, napisanych przez nią, lecz wydanych jako rzekome tłumaczenie. Najsławniejszym z tomu jest sonet 43 rozpoczynający się słowami How do I love thee? (Jak cię kocham?).
Na język polski wiersze Elizabeth Browning tłumaczyli między innymi Ludmiła Marjańska, Jerzy Pietrkiewicz i Stanisław Barańczak.